# Дело Ядлина
«Де́ло Я́длина» (ивр. פרשת ידלין‎) — политический коррупционный скандал, разразившийся в Израиле в 1976 году, в котором были замешаны высокопоставленные участники Израильской партии труда (в то время основной фракции в Маарахе). Его часто рассматривают как одну из причин «переворота» на парламентских выборах 1977 года.

## Предыстория
В 1976 году журнал «Ха-олам ха-зе» начал публиковать расследования о незаконных финансовых операциях, касающихся высокопоставленных членов рабочего движения и партийных фондов. Среди них был и Ашер Ядлин, которого собирались назначить управляющим Банка Израиля. Ядлин был одним из основных сборщиков средств для Израильской партии труда («авода»); с 1973 года он возглавлял огромную израильскую программу медицинского страхования «Клалит». В отчётах также упоминались Авраам Офер и министр жилищного строительства Ицхак Рабин. Расследование навело репортёра Игаля Лавива на мысль о взяточничестве и позже он выдвинул обвинения.

## Скандал
5 сентября 1976 года кабинет министров Израиля принял решение назначить Ядлина, бывшего главу экономических предприятий профсоюза «Гистадрут», управляющим Банком Израиля, который 1 ноября сменит Моше Занбара. На следующий день после решения кабинета министру национальной безопасности Шломо Хилелю и генеральному прокурору Аарону Бараку сообщили, что полиция расследует обвинения в адрес Ядлина в неподобающем поведении при управлении программой «Клалит». Ядлин заявил, что обвинения не имеют под собой оснований и что он будет рад расследованию.
После месяца интенсивного расследования Ядлин был задержан для допроса по подозрению в получении взяток и тайных комиссионных сделках, затрагивающих «Клалит». 24 октября кабинет министров, не предрешая обвинений против Ядлина, решил, что больше не может откладывать назначение, и назначил генерального директора казначейства Арнона Гафни управляющим Банком Израиля.
Пресса подверглась серьёзной критике за ежедневную огласку бездоказательных слухов об обвинениях против Ядлина, которые, как считалось, были спровоцированы несанкционированными разглашениями из полицейских источников. В середине декабря Ядлину было предъявлено обвинение в получении взяток на общую сумму 280 000 лир, а также в других правонарушениях, и он был заключён под стражу до суда. 14 марта 1977 года Ядлин признал себя виновным в части обвинений, касающихся взяток на общую сумму 124 000 лир, но заявил, что передал 80 000 лир из этой суммы в фонды Лейбористской партии. Судья не принял его утверждения и приговорил его к пяти годам тюремного заключения и штрафу в размере 250 000 лир. Дальнейшие обвинения должны были быть расследованы полицией после рассмотрения апелляции Ядлина.

## Последствия
В преддверии предстоящих выборов Шимон Перес и его сторонники использовали скандал с Ядлином в качестве доказательства того, что Рабин плохо разбирался в назначениях. Для левых это свидетельствовало о том, что Партия труда утратила свои идеологические социалистические корни. Для израильских правых это было доказательством коррупции в Партии труда. Широко распространена точка зрения, что это одна из главных причин поражения Партии труда на выборах.
Ядлин был освобожден из тюрьмы в 1981 году и впоследствии эмигрировал в США. Талия Ливни, гражданская жена Ядлина, была адвокатом и помогала ему в юридических вопросах. Она вышла за него замуж, когда он находился в тюрьме, но развелась с ним после его эмиграции. Талия поддерживала его и пыталась выставить его как пешку в руках партии и жертву её «метода».
Аарон Барак считался неумолимым борцом с коррупцией. Позже он был назначен членом Верховного суда Израиля. Некоторые утверждают, что его роль в деле Ядлина помогла ему реализовать свои знаменитые позиции судебного активиста.